# Àugeas
|  | No s'ha de confondre amb Augies. |

Àugeas (grec antic: Αὔγεας, Àugeas) o Àugies (grec antic: Αὔγιας, Àugias) fou un poeta grec de la comèdia mitjana. És conegut solament gràcies a l'entrada de la Suïda i a Eudòxia. Fabricius li atribueix també la composició de poemes èpics presos d'Antímac de Teos.